# Arnold Bode
Arnold Bode (Kassel, 23 dicembre 1900 – Kassel, 3 ottobre 1977) è stato un pittore e curatore d'arte tedesco.
Arnold Bode è il fondatore della documenta – Weltausstellung der zeitgenössischen Kunst a Kassel.
„... wir meinen aber, man könnte etwas neues versuchen“ (Arnold Bode 1964)